# Aggiosaurus
Aggiosaurus là một chi crocodyliformes sống vào Jura muộn (cuối tầng Oxford) tại Nice, đông nam nước Pháp. Nó gồm một loài duy nhất, Aggiosaurus nicaeensis.